# 수샨트 싱 라즈풋
수샨트 싱 라즈풋(सुशांत सिंह राजपूत, 1986년 1월 21일 ~ 2020년 6월 14일)은 인도의 배우이다.
1986년에 인도에서 태어났으며, 2020년 6월 14일 우울증으로 스스로 목숨을 끊었다.